# Horacio Matuszyczk
Horacio Ignacio Matuszyczk (Melincué, Argentina; 29 de noviembre de 1961) es un exfutbolista y entrenador argentino.
Debutó en Boca Juniors y jugó también para clubes de Chile y Venezuela, país en el cual se retiró. 
Dirigió al Minervén, Angostura, Trujillanos, y Portuguesa, todos de la Primera División de Venezuela.
En diciembre de 2014, con el Trujillanos FC se titula Campeón del Torneo Apertura al ganarle al Petare FC 2-0 con goles de Johan Osorio y James Cabezas, este partido fue confiscado por disturbios en los alrededores del estadio Olímpico de la UCV por hinchas ajenos a los dos equipos que disputaban el partido. 
En mayo de 2015 se juegan los dos partidos contra el Deportivo Táchira FC por el campeonato absoluto del torneo Movistar del fútbol profesional venezolano. En el primero hay un empate a 0 en Valera. El partido de vuelta se juega en San Cristóbal quedando 1 a 0 a favor del Deportivo Táchira. 
En la Copa Libertadores 2016 el Trujillanos FC queda ubicado en el Grupo 1 junto al River Plate de Argentina, The Strongest de Bolivia y el Sao Paulo de Brasil. Si bien no logra superar la fase de grupos obtiene un meritorio empate a 1 ante el Sao Paulo y una victoria frente a The Strongest 2-1.

## Clubes

### Como jugador
| Club               | País      | Año       |
| ------------------ | --------- | --------- |
| Boca Juniors       | Argentina | 1981-1982 |
| Racing Club        | Argentina | 1983-1985 |
| Defensa y Justicia | Argentina | 1986      |
| Temperley          | Argentina | 1986-1987 |
| Unión Española     | Chile     | 1987      |
| Cobresal           | Chile     | 1988-1991 |
| Deportes La Serena | Chile     | 1991      |
| Minervén           | Venezuela | 1992-1994 |
| Marítimo           | Venezuela | 1994-1995 |

### Como entrenador
| Año       | Club                   | Competencia      | PJ | PG | PE | PP | GF | GC | DIF | PTS |
| --------- | ---------------------- | ---------------- | -- | -- | -- | -- | -- | -- | --- | --- |
| 2006-2007 | Minerven Bolívar       | Segunda División | ?  | ?  | ?  | ?  | ?  | ?  | ?   | ?   |
| 2008      | Monagas SC             | Liga venezolana  | ?  | ?  | ?  | ?  | ?  | ?  | ?   | ?   |
| 2011-2012 | Angostura FC           | Segunda División | ?  | ?  | ?  | ?  | ?  | ?  | ?   | ?   |
| 2012-2014 | Tucanes de Amazonas    | Liga venezolana  | ?  | ?  | ?  | ?  | ?  | ?  | ?   | ?   |
| 2014-2016 | Trujillanos FC         | Liga venezolana  | ?  | ?  | ?  | ?  | ?  | ?  | ?   | ?   |
| 2016-2018 | Portuguesa Fútbol Club | Liga venezolana  | ?  | ?  | ?  | ?  | ?  | ?  | ?   | ?   |
| 2019-     | Mineros De Guayana     | Liga venezolana  | ?  | ?  | ?  | ?  | ?  | ?  | ?   | ?   |